# 올림픽 쿡 제도 선수단
쿡 제도는 1988년 서울 올림픽에 처음 참가한 이래 하계 올림픽의 매 대회마다 참가하고 있다. 올림픽 메달 획득 기록은 없으며, 동계 올림픽 대회에도 참가하고 있지 않다.
뉴질랜드 왕국의 구성국 가운데 유일하게 올림픽에 참가 중인 국가이기도 하다. 니우에와 토켈라우는 아직 올림픽에 참가한 기록이 없다.

## 메달 기록

### 하계 올림픽
| 대회                  | 선수      | 금메달 | 은메달 | 동메 | 총합 | 순위 |
| 1988년 서울           | 7         | 0      | 0      | 0    | 0    | –    |
| 1992년 바르셀로나     | 2         | 0      | 0      | 0    | 0    | –    |
| 1996년 애틀랜타       | 3         | 0      | 0      | 0    | 0    | –    |
| 2000년 시드니         | 3         | 0      | 0      | 0    | 0    | –    |
| 2004년 아테네         | 3         | 0      | 0      | 0    | 0    | –    |
| 2008년 베이징         | 4         | 0      | 0      | 0    | 0    | –    |
| 2012년 런던           | 8         | 0      | 0      | 0    | 0    | –    |
| 2016년 리우데자네이루 | 9         | 0      | 0      | 0    | 0    | –    |
| 2020년 도쿄           | 6         | 0      | 0      | 0    | 0    | –    |
| 2024년 파리           | 개최 예정 |        |        |      |      |      |
| 2028년 로스앤젤레스   | 개최 예정 |        |        |      |      |      |
| 2032년 브리즈번       | 개최 예정 |        |        |      |      |      |
| 총합                  | 총합      | 0      | 0      | 0    | 0    | –    |

## 같이 보기
- 쿡 제도의 올림픽 기수 목록